# إليانور سكوت
إليانور سكوت (بالإنجليزية: Eleanor Scott)‏ هي عالمة آثار كلاسيكية وأستاذة جامعية بريطانية، ولدت في 8 يوليو 1960 في جزيرة مان.